# فرخ ساجدی
فرخ ساجدی (زادهٔ ۱۳۲۱ در تهران – درگذشته ۲۹ بهمن ۱۳۹۷ در تهران) بازیگر سینمای ایران بود.

## زندگی
فرّخ ساجدی متولّد ۱۳۲۱ در تهران است. او فارغ‌التّحصیل آکادمی هنرپیشگی از «اچ.ای.ام.» برلین غربی است. وی فعالیت سینمایی خود را در مقام بازیگری از سال ۱۳۴۶ با فیلم وسوسه شیطان آغاز کرد. ساجدی در فیلم‌هایی چون «بیگانه بیا» به کارگردانی مسعود کیمیایی و «پنجره» ساخته جلال مقدم نیز بازی کرده بود. فرخ ساجدی روز دوشنبه ۲۹ بهمن ۱۳۹۷ در سن ۷۶ سالگی درگذشت.

## آراء دیگران
تقی مختار، نویسنده و منتقد هنری، کارگردان و بازیگر تئاتر و سینما، از دوران آغاز فعالیت‌های هنری فرخ ساجدی می‌گوید: «ساجدی در سینمای ایران از آن دسته هنرمندانی بود که از لحاظ فیزیکی و از لحاظ طرز تفکر و جایگاه طبقاتی‌اش کمی با بازیگران دیگر آن دوران تفاوت داشت. او پسر یک تیمسار بود و از یک خانواده طبقه بالا می‌آمد. قرار بود در ۱۷ یا ۱۸ سالگی برود و تحصیلاتی در زمینه معماری انجام دهد. ولی در همان سال اول اقامتش در آلمان در فستیوال سینمایی برلین شرکت کرد و متوجه شد که چه ارج و قربی به هنرمندان گذاشته می‌شود و همان‌جا به جلال و شکوه این کار پی برد و بعد هم به‌جای معماری و ساختن آسمانخراش به دنبال آموزش بازیگری رفت و در بازگشت به ایران، قبل از اینکه وارد سینما بشود مدیر تئاتر ۲۵ شهریور یا همان تئاتر معروف به «سنگلج» شد.»

## فیلم‌شناسی
- با هم ولی تنها (۱۳۵۵)
- شیر خفته (۱۳۵۵ مشترک با آلمان)
- گل خشخاش (۱۳۵۵)
- پاشنه طلا (۱۳۵۴)
- پری خوشگله (۱۳۵۳)
- تشنه‌ها (۱۳۵۳)
- پریزاد (۱۳۵۲)
- زنجیری (۱۳۵۲)
- گدای میلیونر (۱۳۵۲)
- هفت دلاور (۱۳۵۲)
- آبنبات چوبی (۱۳۵۱)
- کافر (۱۳۵۱)
- مرد اجاره‌ای (۱۳۵۱)
- رضا چلچله (۱۳۵۰)
- شراره (۱۳۵۰)
- پسر زاینده رود (۱۳۴۹)
- پنجره (۱۳۴۹)
- جوانی هم عالمی دارد (۱۳۴۹)
- امشب دختری می‌میرد (۱۳۴۸)
- شکوه قهرمان (۱۳۴۸)
- بیگانه بیا(۱۳۴۷)
- وسوسه شیطان (۱۳۴۶)